# 索莱娜·迪朗
索莱娜·玛丽·雷娜·杜朗（法語：Solène Marie Reine Durand；1994年11月20日—），法国女子职业足球运动员，目前效力于萨索罗足球体育俱乐部和法国国家女子足球队。她曾入选2024年夏季奥林匹克运动会女子足球比赛法国队替补名单。